# Pimpla amplifemura
Pimpla amplifemura är en stekelart som beskrevs av Lin 1988. Pimpla amplifemura ingår i släktet Pimpla och familjen brokparasitsteklar. Inga underarter finns listade i Catalogue of Life.